# Manuel Cortez

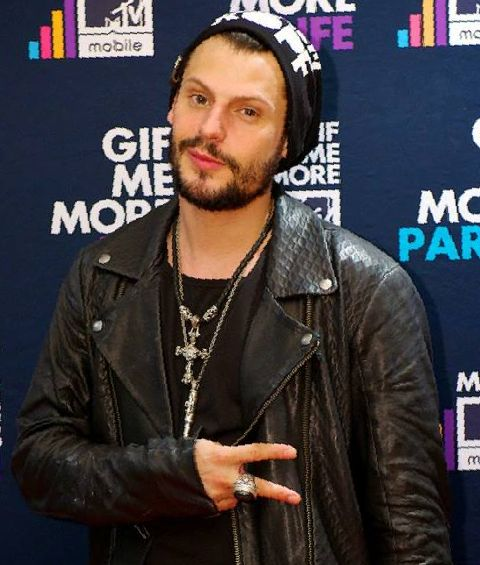
Manuel Cortez

Manuel Armando Cortez (* 24. Mai 1979 in Freiburg im Breisgau) ist ein deutsch-portugiesischer Schauspieler, Fotograf, Stylist und Videoregisseur.

## Leben und Karriere
Bereits im Alter von zehn Jahren besuchte er die Kinderschauspielschule in Lissabon und machte danach am Lissaboner Konservatorium der Vereinigung junger Schauspieler eine Schauspiel- und Gesangsausbildung. Außerdem absolvierte er eine Ausbildung zum Frisör und Maskenbildner mit Schwerpunkt auf Spezial-Makeup/Special Effects.
Erstmals wurde er mit Filmen wie Die Nacht der lebenden Loser, Autobahnraser oder Fickende Fische einem breiteren Publikum bekannt. Außerdem hatte er einen kurzen Auftritt im ZDF-Spielfilm Und die Braut wusste von nichts. Seine bekannteste Rolle ist die des Rokko Kowalski in der Sat.1-Telenovela Verliebt in Berlin (2006). 2008 gehörte er zur Experten-Jury der zweiten Staffel der Sendung Are U Hot? des Musiksenders VIVA. 2009 tanzte er in der TV-Show Yes, we can dance. 2011 war er beim Mallorca-Shooting in der Sendung Die Model-WG als Fotograf tätig. Von 2011 bis April 2012 war er bei Anna und die Liebe in der männlichen Hauptrolle als Luca Benzoni zu sehen.
In der zweiten und dritten Staffel von X Factor arbeitete er als künstlerischer Leiter. 2013 gewann er die sechste Staffel der Tanzshow Let’s Dance. Seine Tanzpartnerin war Melissa Ortiz-Gomez. Außerdem tanzte er in einer zweiteiligen Sonderausgabe dieses Formats kurz vor Weihnachten 2013, diesmal mit der Profitänzerin Oana Nechiti. 2014 nahm er an der VOX-Sendung Promi Shopping Queen teil. Die Kochshow Hell’s Kitchen musste er nach der fünften Sendung verlassen. Von 2015 bis 2017 kleidete er zusammen mit seiner damaligen Freundin Miyabi Kawai im Rahmen der Doku-Soap Schrankalarm Frauen ein. 2018 nahm er an der zweiten Staffel von Global Gladiators teil. Cortez lebt in Berlin.

## Filmografie

### Kino
- 2000: Engel und Joe
- 2001: be.angeled
- 2002: Fickende Fische
- 2004: Die Nacht der lebenden Loser
- 2004: Goldene Zeiten
- 2004: Autobahnraser
- 2005: Asudem
- 2007: Mein Freund aus Faro
- 2009: Fire (Fire!)
- 2011: Dating Lanzelot
- 2012: Füße im Mund
- 2012: Mann tut was Mann kann
- 2013: Turbo – Kleine Schnecke, großer Traum (Turbo, Stimme von Angelo)
- 2015: Vor der Morgenröte
- 2016: Bittersüß
- 2018: Fünf Freunde und das Tal der Dinosaurier

### Fernsehen
- 2000: 7 Tage im Paradies
- 2000: Zwei vom Blitz getroffen
- 2002: In aller Freundschaft (Fernsehserie, Episode 5x23)
- 2002: Und die Braut wusste von nichts
- 2002: Denninger – Der Mallorcakrimi (Fernsehserie, Episode 1x02)
- 2003: Seventeen – Mädchen sind die besseren Jungs
- 2003: Eiskalte Freunde
- 2003: Crossroad (Kurzfilm)
- 2003, 2013: Die Pfefferkörner (Fernsehserie, 2 Episoden)
- 2004: Mit Herz und Handschellen (Fernsehserie, Episode 2x03)
- 2004: Bei hübschen Frauen sind alle Tricks erlaubt
- 2004: D.N.X. – Das Mutanteninternat
- 2004: Edel & Starck (Fernsehserie, Episode 4x06)
- 2005: Schulmädchen (Fernsehserie, Episode 2x07)
- 2005: Feste in den Straßen (Kurzfilm)
- 2005: Wilde Engel (Fernsehserie, Episode 2x02)
- 2006: Verliebt in Berlin (Fernsehserie, Staffel 1)
- 2006: Verliebt in Berlin – Das Ja-Wort
- 2006: Ladyland (Fernsehserie, Episode 1x01)
- 2006: Lauf der Dinge
- 2006: Meine Mutter tanzend
- 2007: Liebe auf Kredit
- 2007: Freundschaften und andere Neurosen
- 2007: Angie (Fernsehserie, 10 Episoden)
- 2008: Nachtschicht – Ich habe Angst
- 2008: Großstadtrevier (Fernsehserie, Episode 22x13)
- 2008: Griechische Küsse
- 2008: Küsse à La Carte
- 2008: Eine wie keiner
- 2008: Die Dreisten Drei – jetzt noch dreister
- 2008: König Drosselbart
- 2008: Gonger – Das Böse vergisst nie
- 2009: Mein Flaschengeist und ich
- 2011: Achtung Arzt!
- 2011–2012: Anna und die Liebe (Fernsehserie)
- 2012: Geisterfahrer
- 2015: Hanna Hellmann (Miniserie)
- 2014–2017: Schrankalarm
- 2016: Notruf Hafenkante – Bis zum Umfallen
- 2016: Schlimmer geht immer
- 2016: SOKO Wien – Auf ewig
- 2017: Für Emma und ewig
- 2018: Fünf Freunde und das Tal der Dinosaurier
- 2019: Ein Sommer in Salamanca (Fernsehfilm)
- 2023: Hotel Barcelona
- 2023: Die Rosenheim-Cops
- 2024: Mandat für Mai (Fernsehserie, Episode 1x04)
- 2024: Bettys Diagnose (Fernsehserie, Episode 11x05)
- 2025: Das Traumschiff – Miami (Fernsehreihe)

## Buchveröffentlichungen
- mit Miyabi Kawai: Finde deinen Style! Und fühle dich endlich wohl mit dir selbst  Rowohlt Taschenbuch Verlag, Reinbek bei Hamburg 2018, ISBN 978-3-499-63342-3.